# Pechipogo
Pechipogo é um gênero de traça pertencente à família Arctiidae.